# Kirtland I. Perky
Kirtland I. Perky (Smithville, 1867. február 8. – Los Angeles, 1939. január 9.) az Amerikai Egyesült Államok szenátora (Idaho, 1912–1913).